# ألاستير سميث
ألاستير سميث (بالإنجليزية: Alastair Smith)‏ هو أكاديمي نيوزيلندي تخصص في علم المكتبات والمعلومات، ولد في 1948.